# Steatomys jacksoni
Steatomys jacksoni is een zoogdier uit de familie van de Nesomyidae. De wetenschappelijke naam van de soort werd voor het eerst geldig gepubliceerd door Hayman in 1936.